# Tony Coe
Anthony George Coe (Canterbury, 29 november 1934 – 16 maart 2023) was een Britse jazzmuzikant (saxofoon, klarinet, fluit) en componist.

## Biografie
Coe was aanvankelijk werkzaam als journalist. Hij speelde ook in de bands van Joe Daniels, Nat Gonella en Al Fairweather, voordat hij vanaf 1957 werkte bij Humphrey Lyttelton, met wie hij in 1959 op een Amerikaanse tournee ging. Samen met John Picard had hij van 1962 tot 1964 een eigen band. Tussen 1966 en 1969 was hij lid van het orkest van Johnny Dankworth, daarna van de Kenny Clarke/Francy Boland Big Band. Tijdens de vroege jaren 1970 vertolkte hij veel gekoesterde eigen composities als Zeitgeist, werkte hij met een eigen band en met Kenny Wheeler, de band Matrix en Nucleus van Ian Carr. Later was hij werkzaam met Michael Gibbs, Clark Terry, Neil Ardley, Norma Winstone, Benny Bailey en Peter Herbolzheimer. Hij nam ook een duoalbum op met Derek Bailey.
Tijdens de jaren 1980 werkte hij ook met Stan Tracey, Tony Oxley en Ali Haurand. Verder presenteerde hij albums onder zijn eigen naam met The Melody Four en de Lonely Bears met Lol Coxhill en Steve Beresford. Hij had ook deel genomen aan projecten van Bob Moses, Franz Koglmann/Lee Konitz (We Thought About Duke, 1995 en O Moon My Pin-Up, 1998) en Annie Whitehead. Verder schreef hij filmmuziek en was hij bovendien als solist op de tenorsaxofoon betrokken bij de opnamen van de muziek voor Pink Panther van Henry Mancini.
In 1995 werd Coe als eerste Europese jazzmuzikant onderscheiden met de Jazzpar-prijs en in 1997 met de British Jazz Award.
Coe overleed, 88 jaar oud.

## Discografie
- 1971: Some Other Autumn (Hep Records) met Brian Lemon, Dave Green, Phil Seamen
- 1978: British-American Blue (between the lines) met Roger Kellaway
- 1988: Canterbury Song (Hot House) met Benny Bailey, Horace Parlan, Jimmy Woode, Idris Muhammad
- 1995: Captain Coe's Famous Racearound (Storyville) met Bob Brookmeyer, Steve Argüelles
- 1995: Blue Jersey (AB) met Dave Horler, John Horler, Allan Ganley
- 1997: In Concert (AB) met John Horler, Malcolm Cheese
- 1997: Days of Wine and Roses (Zephyr) met Alan Barnes, Brian Lemon, Dave Cliff, Alan Ganley
- 1998: Ruby (Zah Zah) met Brian Dee, Matt Miles, Steven Arguelles
- 2007: Before the Dawn (Chapter One Records) met John Horler, Chris Laurence resp. Alec Dankworth, Trevor Tomkins en Bob Cornford

## Filmografie
- 1987: Camomille
- 2002: Gambling, Gods and LSD